# Гогенастенберг-Вигандт
Гогенастенберг-Вигандт (нем. von Hohenastenberg gennant Wigandt) — баронский род.
Род баронов фон-Гогенастенберг-Вигандт происходит из Вестфалии, откуда в XV столетии переселился в Курляндию и внесен 17 октября 1620 года в матрикул курляндского дворянства.
Определением Правительствующего Сената, от 28 февраля 1862 года, за дворянской фамилией фон-Гогенастенберг-Вигандт признан баронский титул.

## Описание герба
Щит пересечен узким волнистым поясом. В верхнем голубом поле возникающий коронованный красный лев. В нижнем золотом поле три вырванных с корнем пня, натурального цвета, в пояс.
Щит увенчан дворянским коронованным шлемом. Нашлемник — возникающий коронованный красный лев. Намет двухъярусный — голубой с золотом и красный с серебром.